# Wantijbad
Het Wantijbad is een openluchtzwembad in de wijk De Staart in de Nederlandse stad Dordrecht. Het bad is gebouwd als werkverschaffingsproject en kwam in 1936 gereed.  Wegens constructie- en onderhoudsproblemen kwam het voortbestaan enkele malen in gevaar. De gebruikers wisten definitieve sluiting telkens te voorkomen. Na een grote renovatie in 1994 bestaat het zwembad uit een 50 meter wedstrijdbassin en een 40 meter speelbassin. Het zwembad is alleen gedurende de warmere maanden open.
Het zwembad is vernoemd naar de aanliggende Wantij waterweg.

## Ontstaan
Het belang dat jeugd in het waterrijke Dordrecht moest leren zwemmen werd al lang voor de aanleg van het Wantijbad onderkend. Men had eerder in de Spuihaven een zwemgelegenheid, maar dat natuurbad werd gesloten vanwege vervuild water. In 1914 kwam er een ander natuurbad, t.w. de ‘gemeentelijke zweminrichting voor on- en minvermogenden’ (niet toegankelijk voor vrouwen). In 1933 is die gesloten vanwege het uitbreken van leptospirose (de ziekte van Weil). Er ontstond zo de behoefte aan een zweminrichting in bassinvorm, waarin het water gefilterd werd aangeleverd. 

## Aanleg
Het Wantijbad werd ontworpen door A. Argelo en is in 1935-1936 aangelegd. De bouw werd als werkverschaffing gerealiseerd. De ca. zeventig werkloze arbeiders kregen een lager salaris dan normaal, hetgeen tot kritiek leidde. Het was zwaar werk, omdat in een drassig grondgebied moest worden gewerkt. 
Hoewel het Wantijbad nabij het Wantijpark ligt, dat ook een werkverschaffingsproject was, stond de aanleg hier los van.

## Opening
Voordat het zwembad opengesteld werd, was er sprake van onenigheid in de raad over de toegangstarieven voor armlastigen en de openingsstelling op zondag. Burgemeester de Gaay Fortman opende het zwembad in 1936. Het zwembad werd in die dagen als modern gezien.

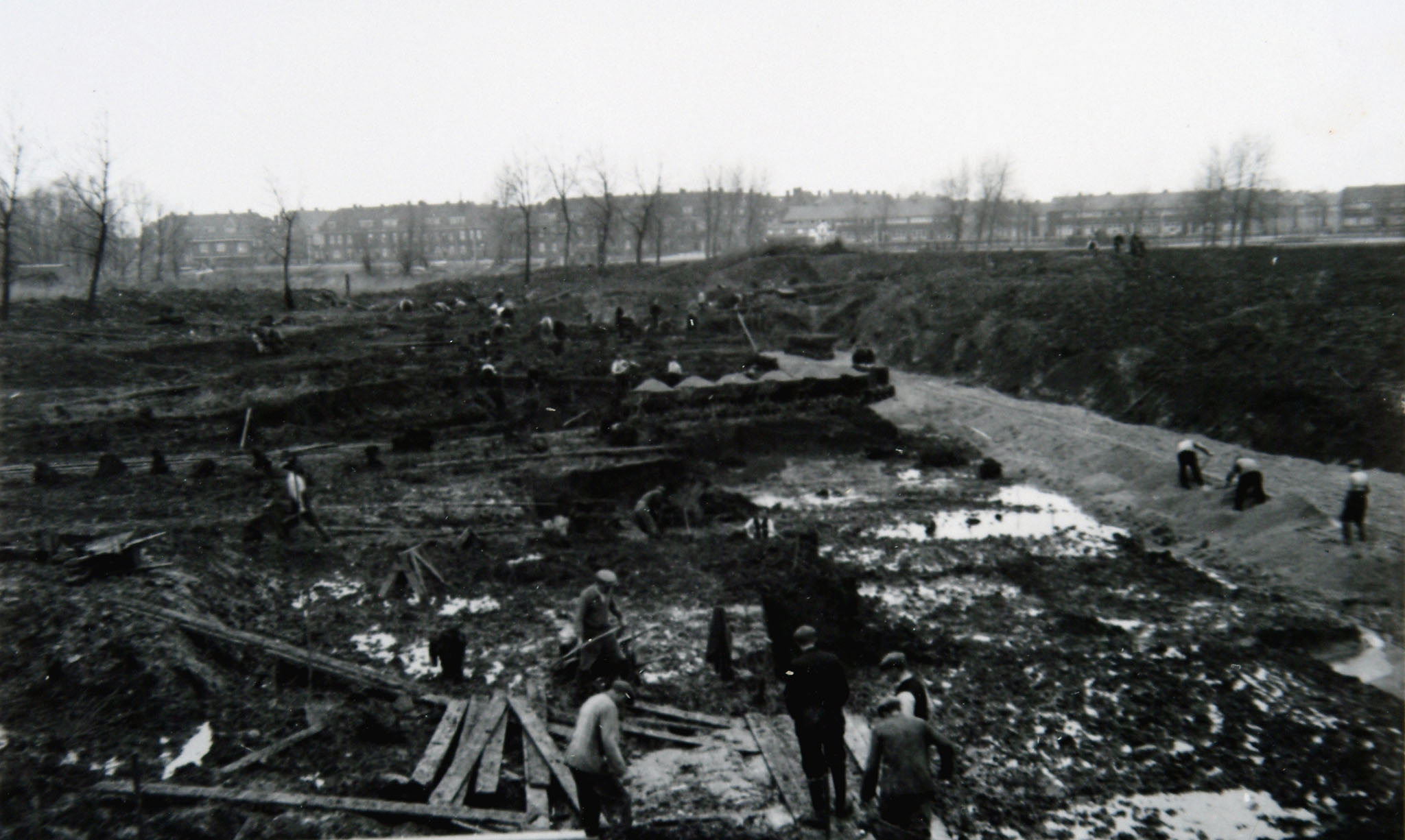
Aanleg 1935
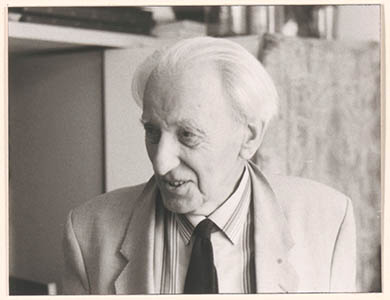
Architect A.Argelo
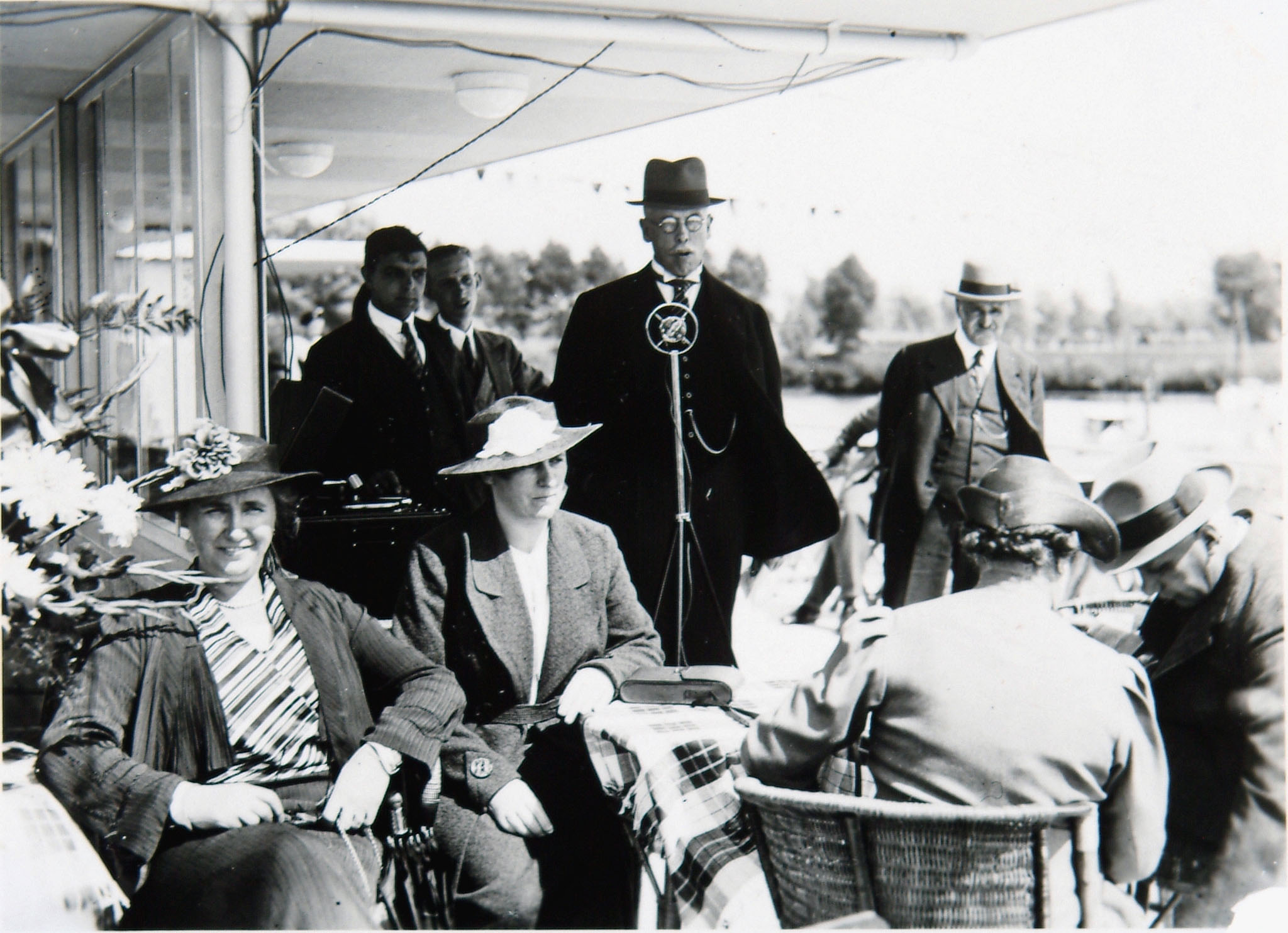
Opening 1936
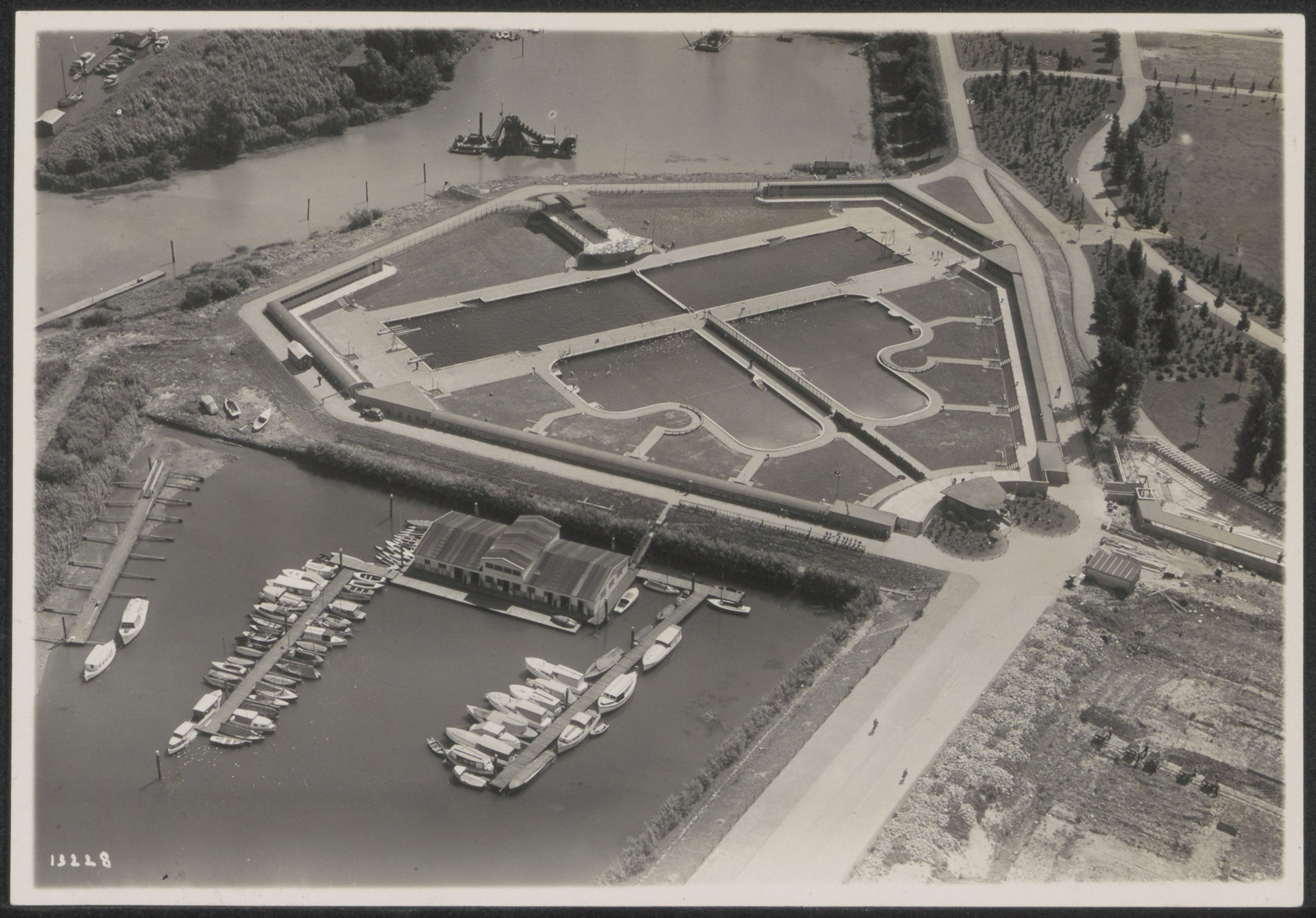
Vlindervorm

## Gemengd zwemmen
Om zedelijkheidsredenen werd er een scheiding tussen het dames- en herengedeelte gemaakt in de bassins. Om deze reden was het zwembad in een vlindervorm aangelegd. Het gescheiden zwemmen bleef tot in het begin van de zestiger jaren bestaan. Wel groeide het aantal tijden dat er gemengd mocht worden gezwommen. Vanuit christelijke hoek was hier veel kritiek op. Ten tijde van de bezetting eiste de Wehrmacht op bepaalde tijden het herenbad op, en er mocht door de inwoners dan gemengd worden gezwommen in het damesbad.

## Recreatieve functie tot ca. 1960
In de periode voor, tijdens en vlak na de Tweede Wereldoorlog gingen weinig inwoners op vakantie. Het zwembad had toen vooral een recreatieve functie voor het gehele gezin voor dagrecreatie. Dit gold met name voor arbeidersgezinnen. 

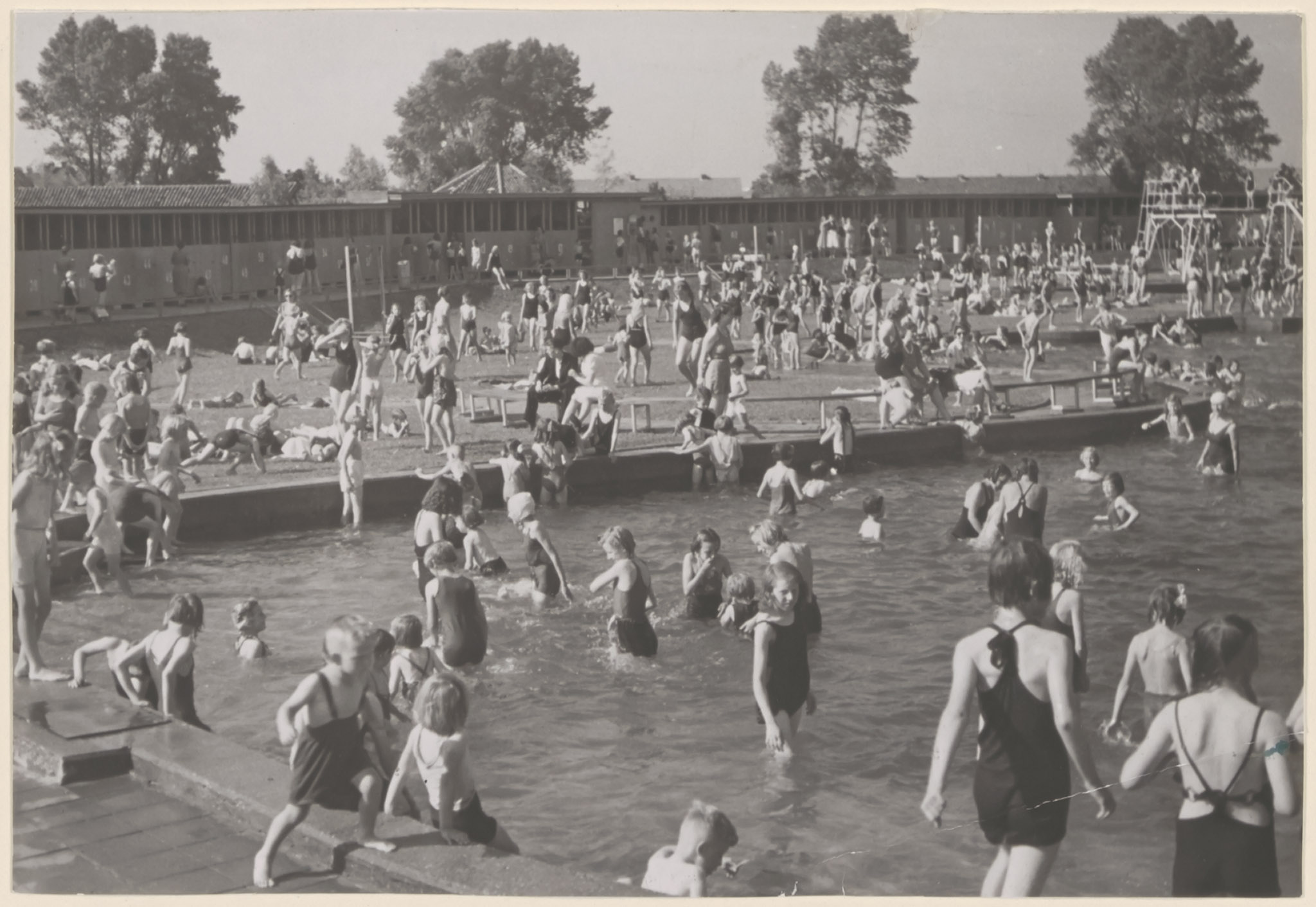
Recreatie voor de jeugd
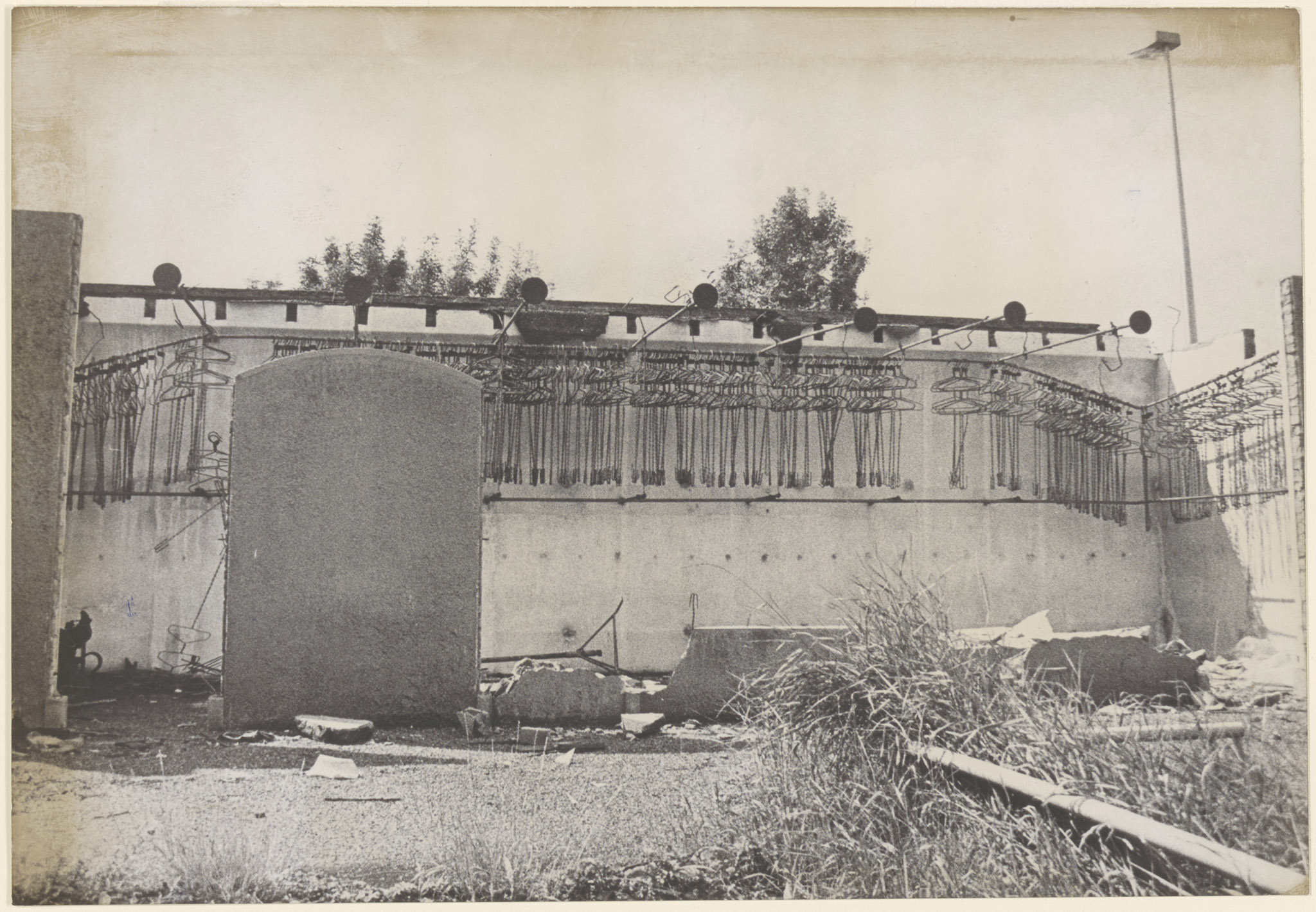
Verval na sluiting.

## Eerste bestaanscrisis: 1971
Er was na de opening te weinig geïnvesteerd in het onderhoud. De exploitatie was een probleem vanwege de seizoensgevoeligheid. Er kwam concurrentie door de aanleg van andere zwembaden. Nadat ernstige problemen werden gesignaleerd in de constructie, besloot het gemeentebestuur het zwembad in 1971 te sluiten. De leegstand die volgde, leidde tot vandalisme. 

## Heropening 1975
Vanuit de buurt  (De Staart) werd het initiatief genomen het zwembad weer te heropenen. De Stichting Wantijbad werd opgericht in 1973. Nadat de financiële mogelijkheden gevonden werden, werd het zwembad opgeknapt en veranderd. De typische vlindervorm (ten behoeve van het gescheiden zwemmen) verdween daarbij. De heropening was in 1975. Veelbetekenend was dat de burgemeester niet gevraagd werd het zwembad te heropenen: daarvoor was er te veel tegenwerking geweest vanuit de gemeente.

## Tweede bestaanscrisis: 1984-1994
Het bleek nog steeds niet goed mogelijk te investeren in groot onderhoud. De stichting ging over in de Vereniging Vrienden van het Wantijbad. De gemeente stelde veel geld voor de renovatie beschikbaar, maar dat was desondanks verre van voldoende. In de gemeenteraad ontstond daarom twijfel over de zin van deze investering. Een tweede sluiting dreigde. Uiteindelijk ging de gemeente toch akkoord met de renovatie. In 1994 werd het zwembad na deze renovatie heropend.

## Huidige situatie
Bij de renovatie werd een wedstrijdbad gebouwd. Het Wantijbad is nog steeds een openluchtzwembad. Het bestaat uit een 50 meter wedstrijdbassin, een 40 meter speelbassin.